# Kärlingerhaus
Das Kärlingerhaus (auch Funtenseehaus) ist eine Alpenvereinshütte der Sektion Berchtesgaden des Deutschen Alpenvereins im Berchtesgadener Land. Die Schutzhütte liegt am Funtensee im Steinernen Meer in den Berchtesgadener Alpen in einer Karsthochfläche im Grenzgebiet zwischen Deutschland und Österreich in der Kernzone des Nationalparks Berchtesgaden. Zur Höhenlage gibt es unterschiedliche Angaben von 1630 m ü. NHN, 1631 m ü. NHN oder 1638 m ü. NHN. Am 24. Dezember 2001 wurde unterhalb des Kärlingerhauses mit −45,9 Grad Celsius die bisher tiefste Temperatur in Deutschland gemessen.

## Geschichte
Bereits im Jahre 1879 hatte man wenige Meter oberhalb der heutigen Stelle eine Funtensee-Hütte errichtet, die am 14. August 1879 in den Besitz der 1875 gegründeten Sektion Berchtesgaden des Deutschen und Österreichischen Alpenvereins kam und die in der Folge Bergsteigerstützpunkt wurde. In den Monaten zuvor war die Hütte schon von etwa 70 Touristen genutzt worden.
1889 wurde, bei über 400 Übernachtungen, die Hütte zu klein, und man beschloss, den bestehenden Bau etwas unterhalb des Standplatzes wiederzuerrichten und zu erweitern. Nach Fertigstellung 1890 durfte das Haus in den Jahren 1891 sowie 1893 unter anderem Prinzregent Luitpold von Bayern (1821–1912) als hohen Gast begrüßen.
Ab 1901 war die Enge des Hauses erneut Anlass, einen Neubau aufzuführen. Dieser wurde anstelle einer früheren Forstamtshütte ab 1903 erbaut, und Ende November 1904 stand das zweistöckige Schlafhaus äußerlich vollkommen fertig da. 1910 wurde das Funtenseehaus nach dem Sektionsvorsitzenden Kajetan Kärlinger in Kärlingerhaus umbenannt.
Im Jahr 2004 feierte man das 125-Jahr-Jubiläum des Hauses.
Seit Herbst 2024 wird das Kärlingerhaus umfassend saniert. Die Arbeiten sollen drei Jahre dauern und 2 Millionen Euro kosten.

## Zugänge
- Von Sankt Bartholomä am Königssee (605 m, erreichbar mit Boot oder über den Rinnkendlsteig) über das Schrainbachtal, die Saugasse und den Oberlahner; leicht, Gehzeit: 4 Stunden
- Von der Bootsanlegestelle Saletalm (605 m) am Südende des Königssees über den Sagerecksteig und den Grünsee; schwierig, Gehzeit: 4,5 Stunden
- Ebenfalls ausgehend von der Saletalm über den Obersee, Fischunkel, Röthsteig, Wasseralm und Grünsee; schwierig, Gehzeit: 7,5 Stunden
- Von Ramsau aus (Wimbachbrücke) über das Wimbachtal und Trischübel, Sigeret und Bärengraben; schwierig, Gehzeit: 6,5 Stunden
- Von Maria Alm über das Riemannhaus; mittel, Gehzeit: 5,5 Stunden
- Von der Gotzenalm über Landtal, Wasseralm und Grünsee; mittel, Gehzeit: 6,5 Stunden

Talorte sind Schönau am Königssee (mit dem nächstgelegenen Bahnhof in Berchtesgaden), Ramsau oder Maria Alm. Die Boote über den Königssee verkehren zur Saison alle 20 bis 30 Minuten, Tagesgäste sollten sich unbedingt über die Rückfahrt des letzten Bootes informieren.
Aufgrund der fehlenden Zufahrtswege erfolgt die Versorgung der Hütte mittels einer wöchentlichen Belieferung per Hubschrauber.

## Übergänge
- Wasseralm (1420 m)
  - über Grünsee, Schwarzensee und Halsköpfl, mittel, Gehzeit: 3,5 Stunden
  - über Stuhljoch und Funtenseetauern, Kletterstellen im Schwierigkeitsgrad II, Gehzeit: 6 Stunden
  - über Totes Weib, Niederbrunnsulzenscharte und Blaue Lacke, schwierig, Gehzeit: 4,5 Stunden
- Riemannhaus (2180 m) über Salzburger Kreuz, mittel, Gehzeit: 2,5 Stunden
- Ingolstädter Haus (2120 m) über Hirschsattel, mittel, Gehzeit: 2,5 Stunden
- Peter-Wiechenthaler-Hütte (1707 m) über Hirschsattel und Weißbachscharte, mittel, Gehzeit: 4,5 Stunden
- Wimbachgrieshütte (1330 m) über Bärengraben, Sigeret und Trischübelpass, schwierig, Gehzeit: 3,5 Stunden

## Gipfelbesteigungen
- Feldkogel (1886 m), leicht, Gehzeit: 1 Stunde
- Funtenseetauern (2579 m), Kletterei im Schwierigkeitsgrad II auf der UIAA-Skala, nicht gesichert, Gehzeit: 3½ Stunden
- Schönfeldspitze (2654 m) über Buchauerscharte, Schwierigkeitsgrad II, gesichert, Gehzeit: 4 Stunden
- Schottmalhorn (2232 m) über verschiedene Kletterrouten, Schwierigkeitsgrad II und höher
- Viehkogel (2158 m) über Viehkogeltal, Südwestflanke, leicht, Gehzeit: 2 Stunden
- Großer Hundstod (2593 m) über Ingolstädter Haus, mittel, Gehzeit: 4½ Stunden

## Skitouren
Das Kärlingerhaus ist auch im Winter ein bedeutender Stützpunkt. Im Winterraum können bis zu 20 Personen übernachten. Bekannte Skitouren wie zum Beispiel die Große Reibn führen am Kärlingerhaus vorbei. Weitere Tourenmöglichkeiten führen auf umliegende Gipfel und ins Steinerne Meer.

## Bilder

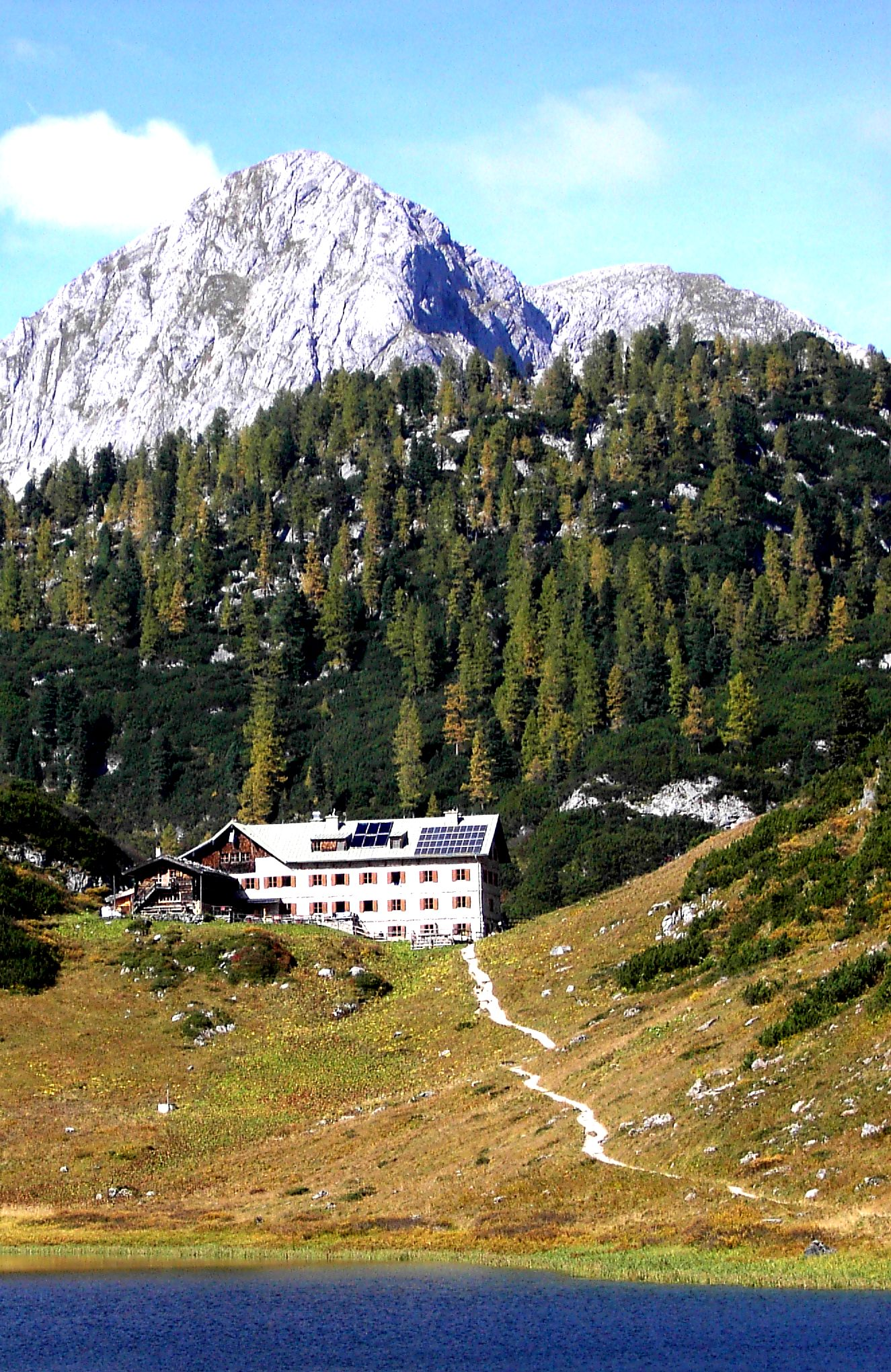
Über dem Funtensee liegt das Kärlingerhaus, dahinter der Schneiber
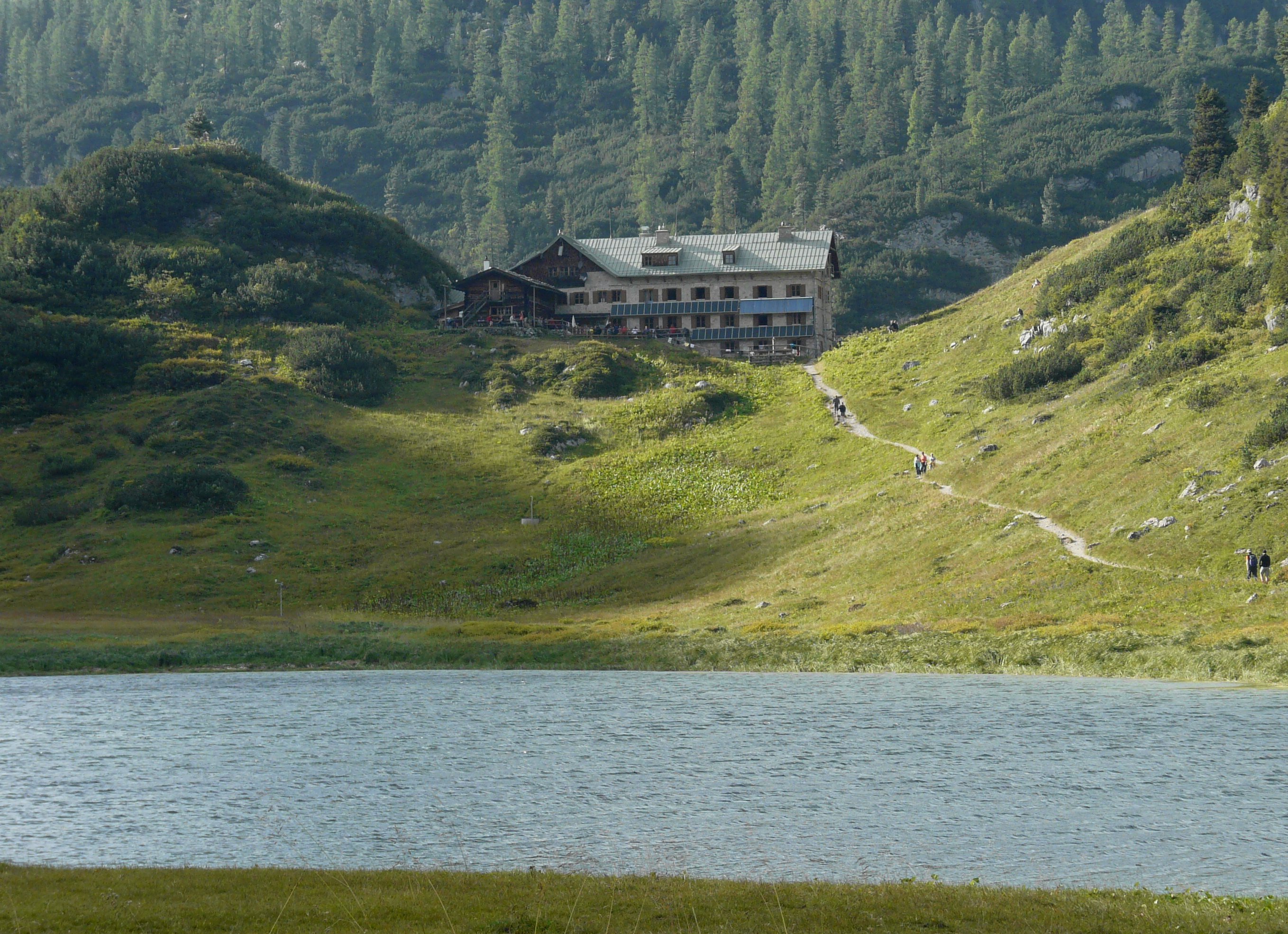
Das Kärlingerhaus vom Ostufer des Funtensee aus gesehen
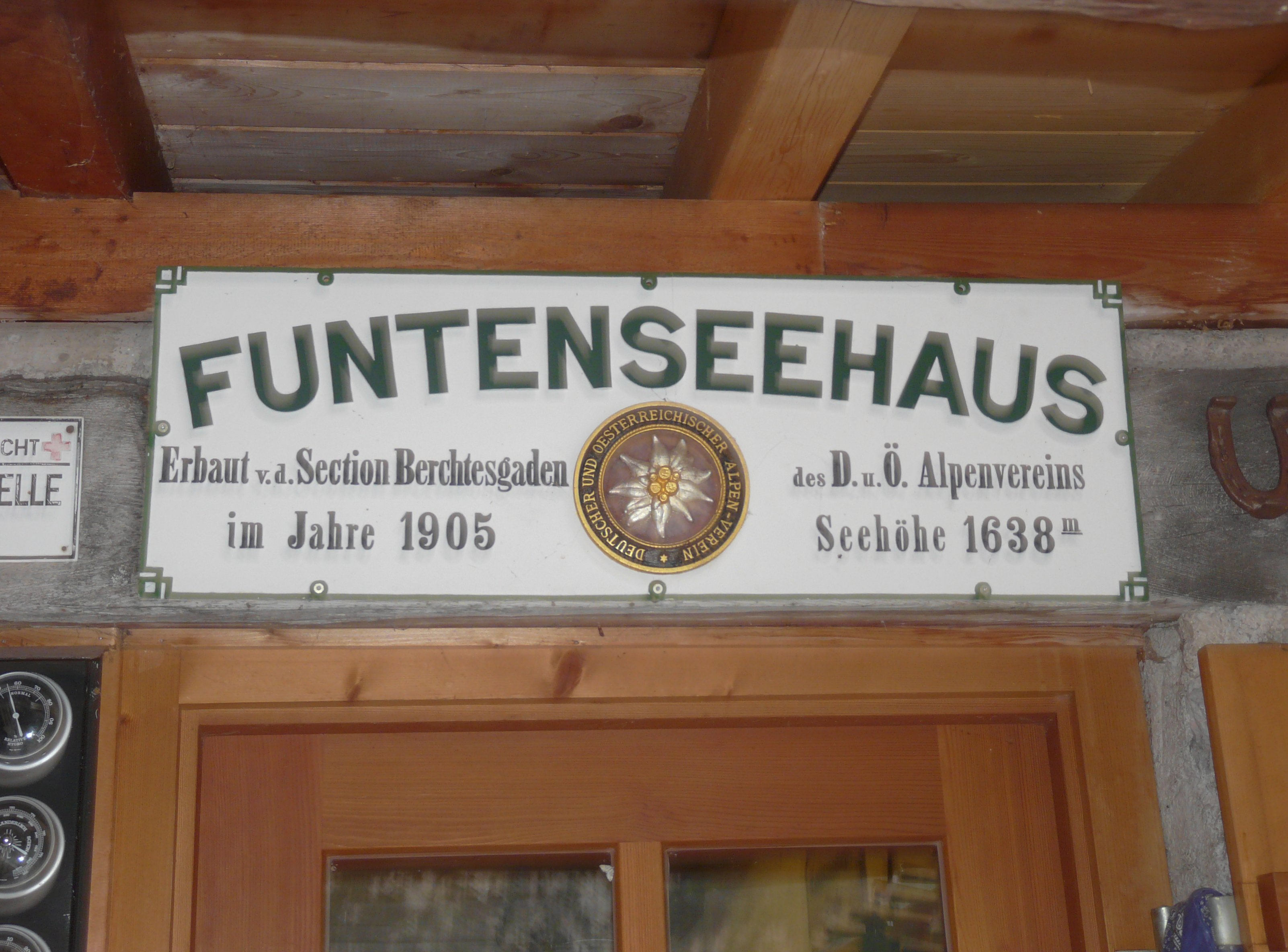
Die Eingangstür des Kärlingerhauses mit dem Schild des Vorgängerbaus